# Ramobia mediodivisa
Ramobia mediodivisa är en fjärilsart som beskrevs av Inoue 1953. Ramobia mediodivisa ingår i släktet Ramobia och familjen mätare. Inga underarter finns listade.